# بيتر ماير (لاعب كرة قدم فنلندي)
بيتر ماير (بالفنلندية: Petter Meyer)‏ (21 فبراير 1985 في فنلندا - ) هو لاعب كرة قدم فنلندي في مركز الهجوم. لعب مع سينايوين يالكابالوكيرهو وGrankulla IFK ‏ وFF Jaro ‏.

## وصلات خارجية
- بيتر ماير على موقع قاعدة بيانات كرة القدم.إي يو (الإنجليزية)
- بيتر ماير على موقع Soccerway.com (الإنجليزية)
- بيتر ماير على موقع عالم كرة القدم.نت (الإنجليزية)